# Dichasianthus subtilissimus
Dichasianthus subtilissimus är en korsblommig växtart som först beskrevs av Mikhail Grigoríevič Popov, och fick sitt nu gällande namn av Pavel Nikolaevich Ovczinnikov och Sabir Junussovicz Junussov. Dichasianthus subtilissimus ingår i släktet Dichasianthus och familjen korsblommiga växter. Inga underarter finns listade i Catalogue of Life.